# Distretto di Chiliquín
Il distretto di Chiliquín è un distretto del Perù nella provincia di Chachapoyas (regione di Amazonas) con 851 abitanti al censimento 2007 dei quali 228 urbani e 623 rurali.
È stato istituito il 3 maggio.

## Località
Il distretto è formato dall'insieme delle seguenti località:
- Chiliquin
- Vituya
- Yurumarca
- Taupa
- Retama
- Semita
- Sengache
- Tunaspata
- San Cristóbal
- Pucayacu
- Tunas
- Cuelcho
- Culao
- Corrales
- Challo
- Vininguil
- Alizo
- Chila
- Pulbilon
- La Aguada
- Taupahuayco
- Llamamarca
- Laran
- Vence
- Romerillo
- Lechal
- Puechcal
- Shoimal
- Obsac
- Legia
- Taijo
- Cactron
- Sispucro
- Santa Rosa Cuelcho
- Estancia